# Orquestra de Cambra de Bratislava
Orquestra de Cambra de Bratislava, està formada per músics procedents de Bratislava i Praga, tenen llurs arrels en la gran tradició d'excel·lents orquestres que tenia l'antiga Txecoslovàquia. El nucli de l'orquestra està compost per músics premiats a Eslovàquia i Txèquia.
Tots els músics són professionals que estudiaren en les acadèmies de música i conservatoris de Bratislava i Praga, reconeguts en tot el món per l'alt nivell tècnic i musical de llur ensenyança.
L'orquestra actua habitualment en les grans sales de música clàssica i és convidada a tocar en esdeveniments socials i culturals així com en festivals internacionals de música. En els últims anys, l'orquestra ha guanyat reputació internacional, fent-se notar el seu alt nivell professional. Destaquen els instruments d'arc eslovac, famosos per tenir un to molt especial, una sonoritat noble i un fervorós poder creatiu.
Els músics de l'Orquestra de Cambra de Bratislava col·laboren com a concertistes i solistes amb les principals orquestres simfòniques del seu país, com per exemple amb Filharmonia Eslovaca Bratislava o en l'Orquestra Simfònica de la Ràdio Eslovaca de Bratislava.
L'orquestra treballa habitualment amb directors com Peter Feranec, Svetozár Štúr, Ivan Matyásš, Waldemar Nelsson, i amb solistes com Mikuláš Škuta, Ulrike Anima Mathé, Vít Polášek, Claus Kenngiesser, Linus Roth, Hideyo Harada i molts altres músics internacionals.
El seu repertori abraça tant les obres famoses de la literatura concertant barroca i clàssica com les interessants obres de compositors contemporanis, apropant aquestes noves composicions al públic. Per la diversitat de llur repertori, que inclou quasi totes les èpoques musicals, i el seu renom artístic, són molt sol·licitats, tant en el seu país com a l'estranger.

## Actuacions
Han ofert concerts a Bratislava, Kosice, Zhilina, Banská Bystrica, Zvolen, Poprad, Nitra (Eslovàquia), Praga, Plzeò, Karlovy Vary, Ostrava, Olomouc, Brno (Txèquia), en els festivals d'estiu de Trenèianske Teplice i Piestany (Eslovàquia), en el festival de música a Èeské Budìjovice, en el festival de música de cambra a Èesky Krumlov (Txèquia). A l'estranger han actuat en el festival d'estiu d'Oberstdorf (Alemanya), en les jornades internacionals de música de Bad Woerishofen (Alemanya) i en els festivals internacionals de Chiemsee.
A més, han ofert concerts a Suïssa, Bèlgica, França, Bulgària, Polònia, Àustria, Itàlia, Hongria, Finlàndia, Grècia, Turquia, així com en països de Centre i Sud-amèrica: Panamà, Guatemala, Costa Rica, Perú, Veneçuela. Als Estats Units, participaren en el festival Mozart a Miami.